# Q (Star Trek)
Ez a szócikk a Star Trek univerzum egy kitalált karakterével foglalkozik. Az ábécé betűjéhez lásd: Q.
Q egy kitalált személy a Star Trek alapú tudományos-fantasztikus televíziós sorozatokban. Feltűnik a Star Trek: Az új nemzedék, a Star Trek: Deep Space Nine, és a Star Trek: Voyager epizódjaiban is. John de Lancie alakítja. Q néven nevezik fajának minden tagját. A sorozat alkotója, Gene Roddenberry a Q nevet barátja, Janet Quarton tiszteletére választotta.
Q egy csintalan, ártalmas, látszólag teljhatalmú lény, aki különös érdeklődést tanúsít az emberi lények iránt. Ereje mégis korlátozott, hiszen a többi Q döntéseit nem hagyhatja figyelmen kívül. Előszeretettel használ drámai eszközöket. Rendkívül találékony, vicces, szórakoztató cselekedetei egy jámbor lényt sejtetnek, aki aztán hirtelen „leveti az álarcát” és abszurd, groteszk, veszélyes magatartást vesz fel. Miközben hencegő és fenyegető is egyben, vitathatóan az emberiség érdekli őt a legjobban, ami ki is derül at All Good Things című Star Trek: Az új nemzedék-epizódban. Ebben a részben Q elintézi, és megadja az esélyt, hogy Jean-Luc Picard idősíkok között ugrálva megmentse az emberiséget.
A Star Trek: Az új nemzedék nyitó epizódja után Q népszerű szereplő lesz a rajongók körében, köszönhetően tragikomikus viselkedésének. Ennek ellenére de Lancie minden egyes Q szerep után azt mondta, hogy ez volt az utolsó, többet nem vállal.
Q első megjelenése alkalmával Picardot és tisztjeit „bíróság” elé állítja, mondván „az emberiség túl primitív, és nem mutatja a fejlődés jeleit”. Ha a vád igaznak bizonyul, Q kiirtja az emberiséget. A későbbi epizódokban inkább egy csaló szélhámos, megint más epizódokban (a "Déjá Q" ban) szimpatikus, sőt már-már sajnálnivaló. Ebben a részben Q-t megbünteti a Q kontinum, és halandóvá változtatja. Az Enterprise-on talál menedéket, és Picardot a barátjának nevezi (később visszakapja erejét).
Az Új nemzedék záró epizódjában Q már kevésbé kelti egy ellenfél benyomását, és "segíti" Picardot abban, hogy megmentse az emberiséget, és hogy jobban megismerje önmagát.
Picard Q-t egy idegesítő lénynek tartja, miközben Q gyakran meglepődik az embereken. A "Q Who" című részben, amikor veszekszik a kapitánnyal, Picard kijelenti, hogy az emberiség felkészült, és képes szembenézni bármivel. Erre Q az Enterpriset elrepíti a Delta kvadránsba, ahol is kapcsolatba lépnek a Borggal. A Borg támadást indít, melyet az Enterprise képtelen visszaverni, ezért Picard Q-tól kér segítséget. Q ezen meglepődik, és elmondja, hogy a legtöbb ember inkább életét áldozta volna, mintsem hogy segítséget kérjen.
Később, a Star Trek: Voyager és a Star Trek: Deep Space Nine (DS9) című sorozatokban már nem, mint az emberiség elpusztítója, hanem mint egy komikus szereplő tűnik fel. A DS9 "Q-less" című részében Benjamin Sisko kapitányt kihívja egy box meccsre, s miután egész végig idegesítette, Sisko kiüti Q-t. A megdöbbent Q azt mondja: "Te megütöttél! Picard sosem ütött meg!" Mire Sisko: "Én nem Picard vagyok."
A Voyageren, Q forradalmat robbantott ki a Q kontinumban a szabadságjogokért. Úgy tűnik, hogy vereséget fog szenvedni, amikor egy Q azzal a következtetéssel áll elő, hogy egy új Q születése meghozhatná a várva várt változást. Q először Kathryn Janeway kapitányt próbálja meggyőzni, hogy legyen gyermeke anyja, majd végül fajtájából választ magának párt.
A gyermek végül megszületik, de Q hatalmát szörnyű dolgokra használja (háborúkat robbant ki stb), ismét a káosz széle felé terelve a Q kontinumot, ezért Q Janewayhez fordul segítségért. Ő beleegyezik, hogy erejétől megfosztva a fedélzeten maradhat, míg meg nem tanulja, hogy tetteinek következményei vannak, és erejét csak felelősségteljesen használhatja (ha nem képes erre, akkor a hátralévő életét amőbaként élheti le). Végül pár zűrösebb cselekedete után megtanulja a leckét. Hálából Q egy rövidebb utat ajánl fel Janewaynek hazafelé.